# Chlorophorus varius
Espèce
Chlorophorus varius, le chlorophore soufré, est une espèce d'insectes coléoptères de la famille des Cerambycidae, sous-famille des Cerambycinae, de la tribu des Clytini et du genre Chlorophorus.

## Morphologie
L'imago mesure entre 8 et 14 mm de long. Le mâle a les antennes plus longues (milieu des élytres) que la femelle. Pubescence jaune-verdâtre plus rarement grise. Le pronotum est barré d'une bande noire pouvant parfois se limiter à trois points. Sur les élytres mats, une tache en forme de C de couleur noire. Les pattes et les antennes sont noires.

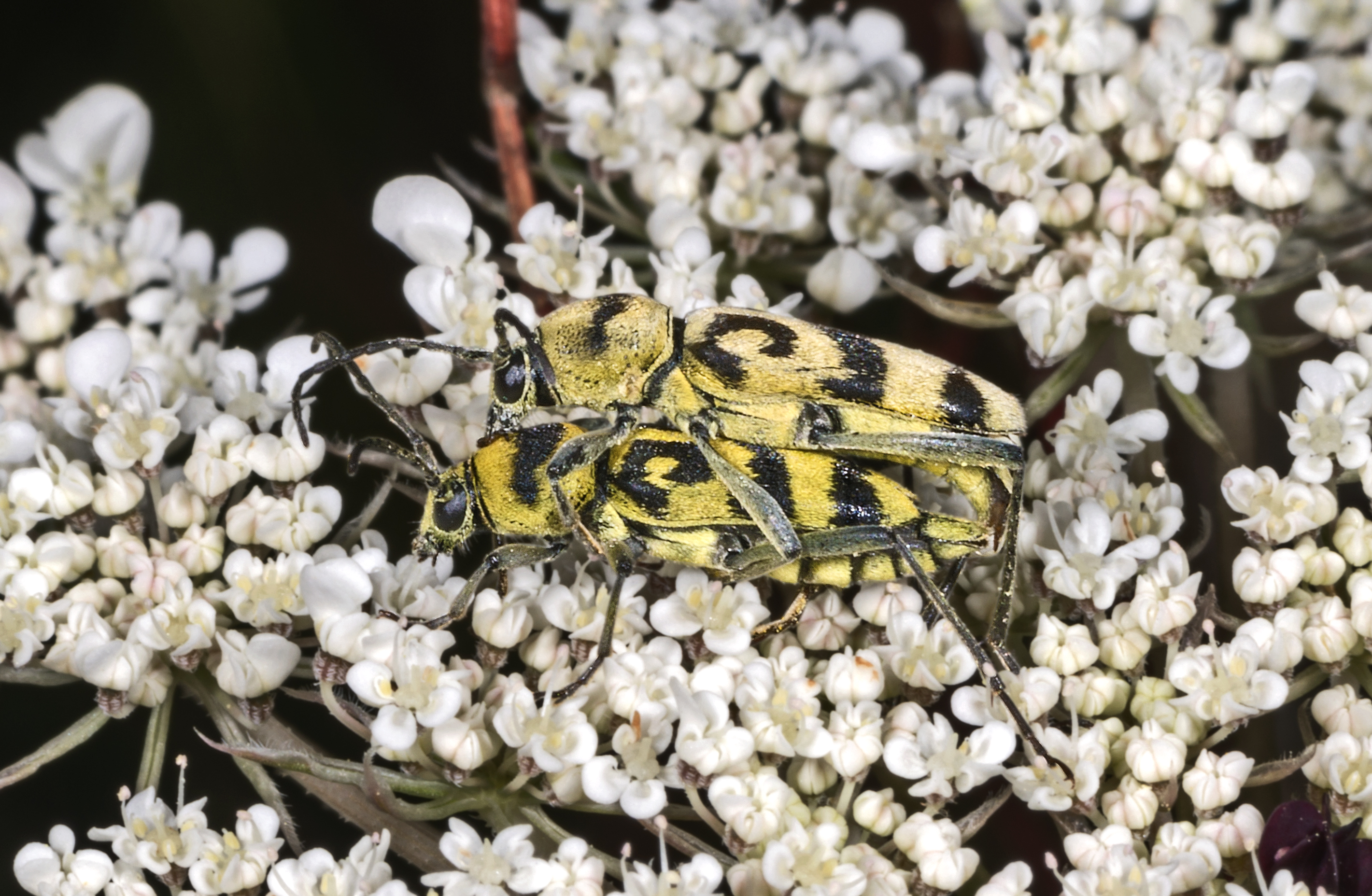
Accouplement - Fronton

## Répartition et habitat
Répartition
Europe centrale et méridionale, Sibérie occidentale, Asie Mineure. En France l'espèce est plus fréquente dans le Midi qu'ailleurs.
Habitat
On trouve l'adulte de juin à septembre sur les fleurs surtout d'Apiaceae (synonyme : ombellifères), au soleil, dans les prairies et aux abords des lisières des bois.

## Biologie
Les larves polyphages se développent en deux-trois ans dans le bois sec de divers feuillus, y compris les sarments de vigne.

## Systématique
L'espèce a été décrite par le naturaliste danois Otto Friedrich Müller en 1766, sous le nom initial de Leptura varia . 

### Synonymie
- Leptura varia O.F. Müller, 1766 Protonyme
- Chlorophorus  verbasci Linné, 1767
- Chlorophorus nigrofasciatus Goeze, 1777
- Chlorophorus ornatus Herbst, 1784
- Chlorophorus  gammoides Geoffroy 1785
- Chlorophorus duplex Scopoli, 1787
- Chlorophorus strigosus Gmelin, 1790
- Chlorophorus venustus Gmelin, 1790